# Lun
Lun este o arie protejată (sit de importanță comunitară — SCI) din Croația întinsă pe o suprafață de 2.847,99 ha, integral pe uscat.

## Localizare
Centrul sitului Lun este situat la coordonatele 44°37′46″N 14°48′27″E / 44.629394°N 14.807415°E.

## Înființare
Situl Lun a fost declarat sit de importanță comunitară în iulie 2013 pentru a proteja un număr necunoscut de specii din flora spontană și fauna sălbatică aflate în arealul zonei.

## Biodiversitate
Situată în ecoregiunea mediteraneană, aria protejată conține 6 habitate naturale: Pajiști uscate din regiunea submediteraneeană estică (Scorzoneratalia villosae), Vegetație anuală la limita mareei, Grohotișuri est-mediteraneene, Matorral arborescenți cu Juniperus spp., Pante stâncoase calcaroase cu vegetație casmofită, Iazuri temporare mediteraneene.
La baza desemnării sitului se află un număr nedeclarat de specii protejate.
Pe lângă speciile protejate, pe teritoriul sitului au mai fost identificate 1 specie de plante.